# 雪松崖 (阿拉巴马州)
雪松崖（英文：Cedar Bluff），是美国阿拉巴马州下属的一座城市。面积约为5.07平方英里（约合13.13平方公里）。根据2010年美国人口普查，该市有人口1,820人，人口密度为358.97/平方英里（约合138.61/平方公里）。